# لونی واکر چهارم
لونی واکر چهارم (انگلیسی: Lonnie Walker IV؛ زادهٔ ۱۴ دسامبر ۱۹۹۸) بازیکن بسکتبال اهل ایالات متحده آمریکا است.
او بازیکن حرفه ای بسکتبال برای لس آنجلس لیکرز اتحادیه ملی بسکتبال (NBA) است. او بسکتبال دبیرستانی را برای دبیرستان ریدینگ در پنسیلوانیا شروع کرد.